# Nemesia caementaria
Nemesia caementaria là một loài nhện trong họ Nemesiidae.
Nemesia caementaria được miêu tả năm 1799 bởi Latreille.